# Турншек, Мариан
Мариан Турншек (словен. Marjan Turnšek, 25.07.1955 г., Целе, Словения) — католический прелат, епископ Мурска-Соботы с 7 апреля 2006 года по 28 ноября 2009 год, архиепископ Марибора с 3 февраля 2011 года по 31 июля 2013 год.

## Биография
Мариан Турншек родился 25 июля 1955 года в городе Целе, Словения. 28 июня 1981 года был рукоположён в священника.
7 апреля 2006 года Римский папа Бенедикт XVI назначил Мариана Турншека епископом Мурска-Соботы. 25 июня 2006 года состоялось рукоположение Мариана Турншека в епископа, которое совершил архиепископ Марибора Франц Крамбергер в сослужении с епископом Целе Антоном Стресом и титулярным епископом Тзерникуса Йожефом Смеем.
3 февраля 2011 года Мариан Турншек был назначен архиепископом Марибора. 31 июля 2013 года подал в отставку в связи с тяжёлым финансовым положением мариборской архиепархии.